# Zibetska priset
Zibetska priset är ett litteraturpris som delas ut av Svenska Akademien vartannat år "till uppmuntran åt någon förtjent witterhetsidkare". Prissumman är på 70 000 kr (2009). Priset är till sitt namn ett av Svenska Akademiens äldsta. Det utgick ursprungligen ur donationsmedel efter Svenska Akademiens ledamot Christoffer Zibet (1740–1809).
Från början var det fråga om två priser, ett för bästa äreminne över Gustaf III ("för ett wärdigt lof åt Konung Gustaf III:s sällsynta egenskaper") och ett för den äldsta skriften i allmänt patriotisk och samhällsbevarande anda ("att wäcka Patriotisme, bibehålla Samhälls-Ordning och Laglydnad, att befrämja Medborgerliga och Moraliska Dygder och att förekomma och qwäfwa willo-meningar, ledande till Samhälls-Ordningens upplösande, till anarchie, oreda och folkyra").
Priset utdelades första gången 1815 och var aktivt till och med 1893. År 1924 återupplivades priset och utdelas alltså numera vartannat år, inte sällan som belöning för insatser som har anknytning till 1700-talet.

## Pristagare (urval)
- 1836 – Göran Ingelman
- 1964 – Lennart Breitholtz
- 1995 – Pontus Grate
- 1997 – Magnus Olausson
- 1999 – Jakob Christensson
- 2001 – Per Landin
- 2003 – Eva Adolfsson
- 2005 – Leif Landen
- 2007 – Kristoffer Leandoer
- 2009 – Ola Wikander
- 2011 – Augustin Mannerheim
- 2013 – Cecilia Falk
- 2015 – Hans Helander[4]
- 2017 – Max Engman
- 2019 – Ingemar Lindahl[5]
- 2021 – Folke Josephson[6]
- 2023 – Martin Kragh[7]